# 瓦赫瓦科查湖
13°51′04″S 71°37′04″W / 13.85111°S 71.61778°W
瓦赫瓦科查湖（Waqwaqucha），是秘魯的湖泊，位於該國南部庫斯科大區，由基斯皮坎奇省的基基哈納區負責管轄，處於阿科馬約東北面約10公里。